# اندازه‌گرایی
اندازه‌گرایی یا تبعیض بر اساس اندازه، ایدهٔ تعصب مردم روی اندازه و سایز بدنشان است.

## تبعیض
این نوع از تبعیض می‌تواند اشکال مختلفی داشته باشد، از امتناع از استخدام کسی به خاطر قد خیلی کوتاه یا خیلی بلند آن‌ها تا درمان افراد دارای اضافه وزن و کم وزن همراه با تحقیر.
علی‌رغم اینکه این مسئله بسیار شایع است، در حال حاضر هیچ قانون ضد تبعیض خاصی جهت جلوگیری از اندازه‌گرایی ضد تبعیض وجود ندارد. کلیشه‌های اندازه‌گرا (مانند «افراد اضافه وزن تنبل هستند «یا «افراد بلند قد می‌توانند بسکتبال بازی کنند «) اغلب در جوامع مدرن جا افتاده‌است.

## مشخصات
اندازه‌گرایی می‌تواند بر اساس قد، وزن یا هر دو باشد. مردم در نقاط مختلف جهان و با سبک زندگی‌های متفاوت ممکن است تمایلات متفاوت و مشخصی مانند قد بلند، لاغری، کوتاهی یا چاقی داشته باشند.